# Laringită
Laringita este o boală a laringelui, care poate fi temporară sau cronică. Laringita poate fi periculoasă dacă nu e tratată.
Semne de laringită:
- Durere în gât
- Vorbire dureroasă